# Le Roi des ombres (film)
 (août 2023).
La mise en forme du texte ne suit pas les recommandations de Wikipédia : il faut le « wikifier ».
Les points d'amélioration suivants sont les cas les plus fréquents. Le détail des points à revoir est peut-être précisé sur la page de discussion.
- Les titres sont pré-formatés par le logiciel. Ils ne sont ni en capitales, ni en gras.
- Le texte ne doit pas être écrit en capitales (les noms de famille non plus), ni en gras, ni en italique, ni en « petit »…
- Le gras n'est utilisé que pour surligner le titre de l'article dans l'introduction, une seule fois.
- L'italique est rarement utilisé : mots en langue étrangère, titres d'œuvres, noms de bateaux, etc.
- Les citations ne sont pas en italique mais en corps de texte normal. Elles sont entourées par des guillemets français : « et ».
- Les listes à puces sont à éviter, des paragraphes rédigés étant largement préférés. Les tableaux sont à réserver à la présentation de données structurées (résultats, etc.).
- Les appels de note de bas de page (petits chiffres en exposant, introduits par l'outil «  Source ») sont à placer entre la fin de phrase et le point final[comme ça].
- Les liens internes (vers d'autres articles de Wikipédia) sont à choisir avec parcimonie. Créez des liens vers des articles approfondissant le sujet. Les termes génériques sans rapport avec le sujet sont à éviter, ainsi que les répétitions de liens vers un même terme.
- Les liens externes sont à placer uniquement dans une section « Liens externes », à la fin de l'article. Ces liens sont à choisir avec parcimonie suivant les règles définies. Si un lien sert de source à l'article, son insertion dans le texte est à faire par les notes de bas de page.
- La présentation des références doit suivre les conventions bibliographiques. Il est recommandé d'utiliser les modèles {{Ouvrage}}, {{Chapitre}}, {{Article}}, {{Lien web}} et/ou {{Bibliographie}}. Le mode d'édition visuel peut mettre en forme automatiquement les références.
- Insérer une infobox (cadre d'informations à droite) n'est pas obligatoire pour parachever la mise en page.

Pour une aide détaillée, merci de consulter Aide:Wikification.
Si vous pensez que ces points ont été résolus, vous pouvez retirer ce bandeau et améliorer la mise en forme d'un autre article.
Ne doit pas être confondu avec Le Roi des ombres.
Pour plus de détails, voir Fiche technique et Distribution.
Le Roi des ombres est un film dramatique français réalisé par Marc Fouchard sorti le 17 mars 2023. Il s’agit aussi de son premier long-métrage en tant que scénariste.

## Synopsis
Après la mort de leur père, deux demi-frères se retrouvent opposés l'un à l'autre au sein d'un conflit qui pourrait tout embraser et avoir des conséquences tragiques. L'équilibre fragile d'Adama est sur le point d'imploser, alors qu'Ibrahim sombre dans la violence et le chaos. Pour sauver sa mère et son meilleur ami, Adama devra affronter son demi-frère et faire face à son destin.

## Fiche technique
Sauf indication contraire, les informations mentionnées dans cette section peuvent être confirmées par la base de données cinématographiques Allociné,  présente dans la section « Liens externes ».
- Titre original : Le Roi des ombres
- Réalisation : Marc Fouchard
- Scénario : Kaaris
- Musique :
- Direction artistique :
- Décors :
- Costumes :
- Photographie : Pierre-Yves Bastard
- Société de distribution : Netflix
- Pays d’origine :  France
- Langue originale : français
- Durée : 89 minutes
- Genre : Film dramatique
- Dates de sortie : France : 17 mars 2023

## Distribution
- Kaaris : Ibrahim
- Alassane Diong : Adama
- Assa Sylla : Aïssata
- Issaka Sawadogo : Ousmane, le père

## Accueil critique
Sorti sur Netflix, Le Roi des ombres du rappeur Kaaris cartonne et se positionne à la quatrième place des contenus non anglophones les plus visionnés cette semaine, selon les chiffres de la plateforme de streaming. En France, le film s'impose en tête du classement des films les plus vus.
En cinq jours, le film imaginé par le rappeur de Sevran cumule 8630000 heures vues, soit 5,8 millions de visionnages complets, selon la newsletter Netflix & Chiffres.

## Production
Le film est en grande partie tourné à Antony, dans le quartier du Parvis de la Bièvre.